# Eisenbahnunfall von Piquet Carneiro
Der Eisenbahnunfall von Piquet Carneiro am 17. Dezember 1951 war eine Entgleisung aufgrund überhöhter Geschwindigkeit beim Bahnhof von Piquet Carneiro, im Staat Ceará, im nordöstlichen Brasilien. Mindestens 53 Tote waren die Folge, nach anderer Quelle um die 100.

## Unfallhergang
Der Unfall geschah auf der Bahnstrecke Fortaleza–Crato der Rede Ferroviária do Nordeste.
Der Zug war am Vortag von Crato losgefahren und hatte über Nacht in Iguatu eine Pause eingelegt. Von dort war er um 5 Uhr morgens weitergefahren. Mit überhöhter Geschwindigkeit entgleiste er am Morgen des Unfalltages in der Nähe des Bahnhofs Piquet Carneiro. Zahlreiche Opfer waren in den Trümmern der Fahrzeuge eingeschlossen. Die hohe Zahl der Opfer unter den Passagieren beruhte auch auf den sehr unzureichenden Rettungsmaßnahmen und der schlechten Erstversorgung an der Unfallstelle.

## Folgen
An der Unfallstelle wurde eine Gedenkstätte für die Opfer errichtet, die 2009 restauriert wurde.